# Миљанка (Ботошани)
Миљанка (рум. Mileanca) насеље је у Румунији у округу Ботошани у општини Миљанка. Oпштина се налази на надморској висини од 122 m.

## Становништво
Према подацима из 2002. године у насељу је живело 3007 становника, од којих су сви румунске националности.

### Хронологија
| Година       | 1992 | 1993 | 1994 | 1995 | 1996 | 1997 | 1998 | 1999 | 2000 | 2001 | 2002 | 2003 | 2004 | 2005 | 2006 | 2007 | 2008 | 2009 | 2010 | 2011 | 2012 | 2013 | 2014 | 2015 | 2016 | 2017 |
| ------------ | ---- | ---- | ---- | ---- | ---- | ---- | ---- | ---- | ---- | ---- | ---- | ---- | ---- | ---- | ---- | ---- | ---- | ---- | ---- | ---- | ---- | ---- | ---- | ---- | ---- | ---- |
| Становништво | 3479 | 3443 | 3417 | 3389 | 3391 | 3346 | 3316 | 3264 | 3267 | 3242 | 3218 | 3187 | 3180 | 3143 | 3102 | 3069 | 3020 | 2991 | 2961 | 2921 | 2885 | 2842 | 2841 | 2799 | 2770 | 2721 |